# Ivan Raychev
Ivan Raychev (en búlgaro: Иван Райчев) (Kavarna, Bulgaria, 28 de febrero de 1977) es un exfutbolista búlgaro que jugaba en la posición de defensa.

## Clubes
| Club                         | País     | Año       |
| ---------------------------- | -------- | --------- |
| PFC Cherno More Varna        | Bulgaria | 1995-1998 |
| PFC Ludogorets Razgrad       | Bulgaria | 1998-1999 |
| PFC Litex Lovech             | Bulgaria | 1999-2000 |
| PFC Vidima-Rakovski Sevlievo | Bulgaria | 2000-2007 |
| PFC Kaliakra Kavarna         | Bulgaria | 2007-2014 |